# Elisabeth Lindermeier
Elisabeth Lindermeier (weitere Namen: Kempe-Lindermeier, Elisabeth; Lindermeier-Lange, Elisabeth; * 17. Februar 1923 evtl. 1925 in München; † 19. Februar 1998 in München) war eine deutsche Opernsängerin.

## Leben und Wirken
Nachdem sie zuerst als Bankangestellte tätig gewesen war, begann sie ein Gesangsstudium an der Münchner Musikhochschule.
Gefördert von Kammersänger Hans Hotter gelang ihr der Sprung ins Ensemble des Prinzregententheaters. Im Jahre 1946 debütierte sie an der Bayerischen Staatsoper in Humperdincks Hänsel und Gretel in der Rolle des Sandmännchens. Während ihrer gesamten Laufbahn blieb sie an der Staatsoper.
1956 gastierte sie in Berlin und Dresden als Leonore im Troubadour. Im selben Jahr sang sie bei den Festspielen von Glyndebourne die Donna Elvira im Don Giovanni. Die Sängerin, die mit dem Dirigenten Rudolf Kempe verheiratet war, trat an der Covent Garden Oper London als Freia und als Gutrune im Nibelungenring sowie 1953 in der englischen Erstaufführung der Richard-Strauss-Oper Die Liebe der Danae auf. 1958 wirkte sie in London in einer szenischen Aufführung des Oratoriums Saul von Georg Friedrich Händel mit.
Weitere Gastspiele führten sie nach Amsterdam, Florenz, Frankfurt/Main, Monte Carlo, Rom und Wien.
Weiterhin machte sie einige Aufnahmen mit den Berliner Philharmoniker, Symphonieorchester des Bayerischen Rundfunks, Bayerisches Staatsorchester, Münchner Philharmoniker, Kölner Rundfunk-Sinfonie-Orchester und Dirigenten wie Otto Klemperer, Eugen Jochum, Fritz Lehmann und ihrem Ehemann Rudolf Kempe.
Ihr Repertoire umfasste Werke u. a. von Mozart, Carl Orff, Wagner und Puccini. Zu ihren Bühnenpartnern gehörten u. a. Christa Ludwig, Rudolf Schock, Hermann Prey und Fritz Wunderlich.
Sie beendete zu Gunsten ihres Ehemanns ihre Karriere Ende der 1950er Jahre. Ihre beiden Töchter verstarben früh. Nach dem frühen Tod ihres Ehemanns betätigte sie sich ab ca. 1973 als Musikkritikerin u. a. bei der Münchner tz.

## Ausgewählte Diskografie
- 1953: Aida in deutscher Sprache: Leonora Lafayette (Aida), Josef Gostic (Radames), Georgine von Milinkovic (Amneris), Ferdinand Frantz (Amonasro), Gottlob Frick (Ramfis), Walter Berry (Il Re), Karl Ostertag (Bote), Elisabeth Lindermeier (Tempelsängerin), Chor und Orchester des Bayerischen Rundfunks München, Clemens Krauss (Dirigent), 1953 (2005 AfHO/Line Music GmbH - Cantus Classics 2005)
- 1954: Hänsel und Gretel – Münchner Philharmoniker unter Leitung von Fritz Lehmann, Knabenchor des Wittelsbacher Gymnasiums München, Chor des Bayerischen Rundfunks, mit Hänsel – Gisela Litz, Gretel – Rita Streich, Peter – Horst Günter, Gertrud – Marianne Schech, Knusperhexe – Res Fischer, Sandmännchen – Elisabeth Lindermeier, Taumännchen – Bruno Brückmann (Gesamtaufnahme in deutscher Sprache, DG 449 378-2)
- 1954: Madame Butterfly – Symphonieorchester des Bayerischen Rundfunks unter Leitung von Rudolf Alberth Elisabeth Lindermeier, Richard Holm, Hertha Töpper, Marcel Cordes,  Label: Line, veröffentlicht 2008
- 1956: Mahler – Symphony Nr. 4 – Symphonieorchester des Bayerischen Rundfunks unter Leitung von Otto Klemperer, Elisabeth Lindermeier – Sopran, Label: Golden Melodram, veröffentlicht 2007
- 1957: Der Ring des Nibelungen – Gesamtaufnahme, Live, Orchestra of the Royal Opera House Covent Garden, Rudolf Kempe Label: Testament, veröffentlicht 2008

## Auftritte und Rollen
- Hänsel und Gretel – Sandmännchen
- Madame Butterfly – Cio Cio San
- Troubadour – Leonore
- Don Giovanni – Donna Elvira
- Die Zauberflöte – 2. Dame
- Der Widerspenstigen Zähmung – Bianca
- Götterdämmerung – Wellgunde
- Daphne – 2. Magd
- Aida – Sacerdotessa
- Der Ring des Nibelungen – Freia, Gutrune
- Fidelio – Marzelline

## Filmographie
- Der fallende Stern. Spielfilm, Deutschland 1950, Regie: Harald Braun.
- Die Kluge – Die Geschichte von dem König und der klugen Frau. Spielfilm, Deutschland 1955, Regie: Gustav Rudolf Sellner.